# ファブリツィオ・バルバッツァ
ファブリツィオ・バルバッツァ（Fabrizio Barbazza　1963年4月2日-）は、イタリアのレーシングドライバー。ファブリッツォ・バルバッツァと表記されることもある。1996年に引退した。

## 経歴

### キャリア初期 - 1990年
元々はオートバイ・モトクロスレーサーとして活動していたが、4輪に転向。1983年よりイタリアF3に参戦を開始し、3年目の1985年には4勝を挙げ、ランキング3位となった。
その後、1986年よりアメリカで活動、この年アメリカン・レーシング・シリーズ（現インディ・ライツ）で4勝を挙げてチャンピオンに輝いた。翌1987年はCARTに参戦、インディ500で3位に入るなどの活躍でランキング12位に入り、ルーキー・オブ・ザ・イヤーを獲得。同年はアメリカだけでなく国際F3000にも1戦参戦した。
1988年は国際F3000選手権に5戦参戦。翌1989年はCARTに8戦と全日本F3000選手権に参戦と多数の地域のトップカテゴリーへの参戦歴を持つ。1990年は再び国際F3000選手権に参戦し、最高位4位を記録する。

### 1991年
1991年は開幕時には国際F3000選手権に参戦していたが、5月にF1へ参戦中のフランスに本拠を置く小チームAGSと契約が成立し、第3戦サンマリノGPよりF1に参戦することとなった。しかしマシンは前年から使用し続けているJH25だったため他チームのマシンより旧式な面が多く、第8戦イギリスGPまで6戦連続予選落ちを喫し、チームが予備予選組に回された第9戦ドイツGP以降は、チームメイトのガブリエル・タルキーニととも予選落ち/予備予選落ちを続けた。9月、第14戦スペインGPを最後にAGSは参戦資金が尽き撤退したため、バルバッツァは1度も決勝レースを走ることなくF1のシートを失った。
チームメイトとの予選成績は、タルキーニに4勝9敗、オリビエ・グルイヤールに1勝0敗だった。

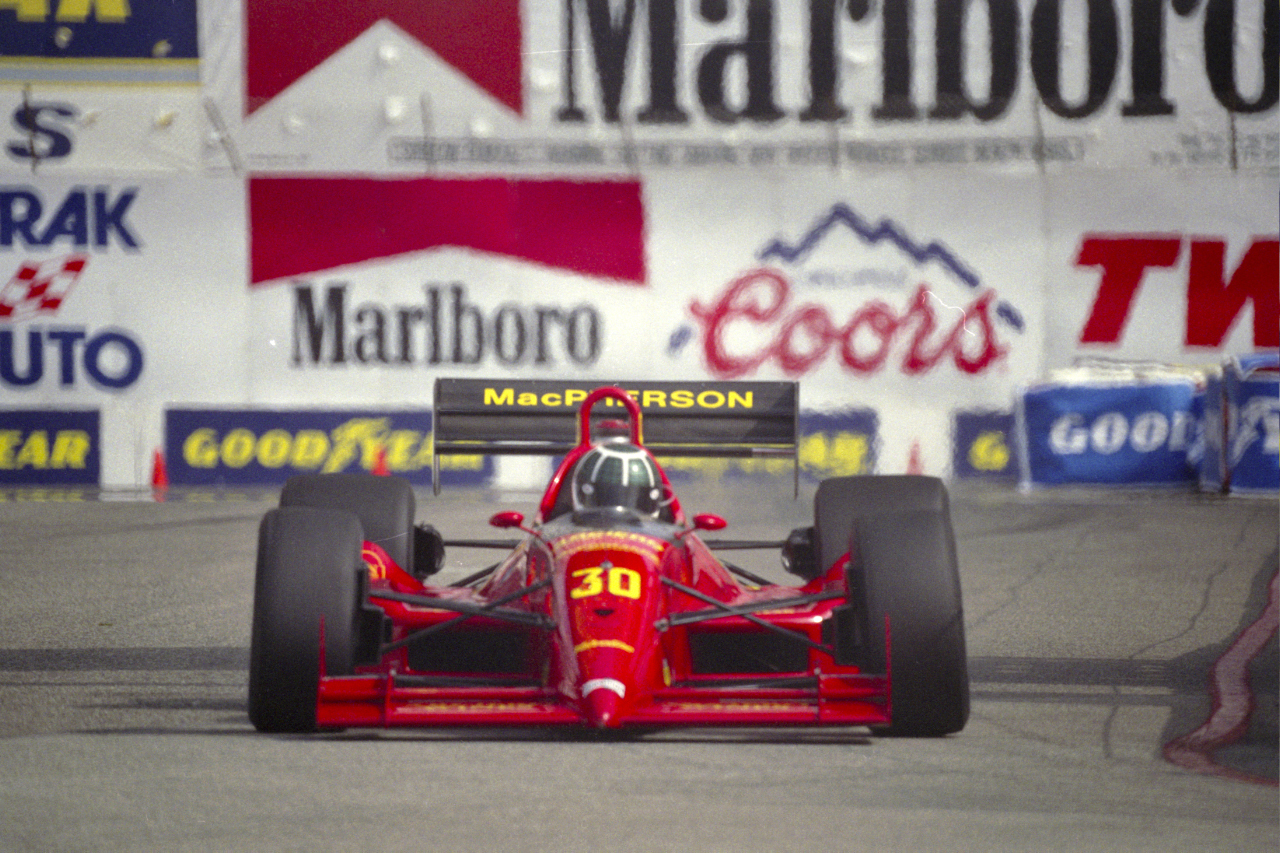
CARTでのバルバッツァ。1992年ロングビーチGP。

### 1992年
F1チームと契約出来なかった1992年は、アメリカに渡りCARTに3戦スポットで参戦。12位入賞を1度記録した。

### 1993年
1993年はイタリアのミナルディと契約し、F1のレギュラーシートを獲得。開幕戦の南アフリカGPにて予選を24位で通過し、初めて決勝レースを走るが、鈴木亜久里に接触しリタイヤ。続く第2戦ブラジルGPでも、スタートでマーティン・ブランドルと接触し、0周リタイヤとなった。
しかし第3戦ヨーロッパGPでは、完走11台のサバイバルレースの中6位に入り、初ポイントを獲得（このレースでは、チームメイトのクリスチャン・フィッティパルディの前でフィニッシュ）。続く第4戦サンマリノGPでも、完走9台の中を生き残って6位に入り、連続入賞を果たす。しかし、ミナルディに持ち込んだスポンサーマネーが前半戦分のみの金額だったため、第8戦フランスGPを最後に契約を終え、バルバッツァはF1から去ることとなった。
この年、予選では1度もフィッティパルディの前に出ることはなかった（0勝8敗）。

### IMSA
1994年より再度アメリカに渡り、IMSAシリーズにフェラーリで参戦。並行してビジネスを立ち上げ、サーキット用の衝撃吸収バリアの開発も行っていた。
1995年もIMSAに参戦していたが、4月30日のアトランタでのレース中、前を行く2台のポルシェがスピンした際、それを避けようとしてバランスを崩しコースを塞ぐ形でストップ。そして、その側面にジェレミー・デールが時速160Kmで激突、バルバッツァのマシンは2つに千切れた。バルバッツァは、頭部を負傷し手足を骨折、また肺が潰れるという重傷を負い、意識不明の重体に陥った。
その後、奇跡的に一命を取りとめ治療を行うが、1年後の1996年に引退を表明。現在ではレーシングカートショップを経営している。

## レース戦績

### 国際F3000選手権
| 年     | エントラント                       | シャシー            | エンジン      | タイヤ | 1      | 2       | 3       | 4       | 5       | 6       | 7       | 8     | 9       | 10      | 11     | 順位 | ポイント |
| ------ | ---------------------------------- | ------------------- | ------------- | ------ | ------ | ------- | ------- | ------- | ------- | ------- | ------- | ----- | ------- | ------- | ------ | ---- | -------- |
| 1987年 | ルチアーノ・パヴェーシ・レーシング | マーチ 87B          | コスワースDFV | A      | SIL    | VLL     | SPA     | PAU     | DON     | PER     | BRH     | BIR   | IMO DNQ | BUG     | JAR    | NC   | 0        |
| 1988年 | ルチアーノ・パヴェーシ・レーシング | ラルト RT22         | コスワースDFV | A      | JER    | VLL DNQ | PAU DNQ | SIL 18  |         |         |         |       |         |         |        | NC   | 0        |
| 1988年 | ジェノア・レーシング               | マーチ 88B          | コスワースDFV | A      |        |         |         |         | MNZ Ret | PER DNQ | BRH     | BIR   | BUG     | ZOL     | DIJ    | NC   | 0        |
| 1990年 | クリプトン・エンジニアリング       | レイトンハウス・90B | コスワースDFV | A      | DON    | SIL Ret | PAU Ret | JER Ret | MNZ 4   | PER Ret | HOC Ret | BRH 9 | BIR Ret | BUG Ret | NOG 18 | 16位 | 3        |
| 1991年 | クリプトン・エンジニアリング       | レイナード 91D      | コスワースDFV | A      | VLL 18 | PAU     | JER     | MUG     | PER     | HOC     | BRH     | SPA   | BUG     | NOG     |        | NC   | 0        |

### CART
| 年     | チーム                 | シャシー    | エンジン        | 1      | 2      | 3      | 4        | 5      | 6      | 7      | 8      | 9     | 10     | 11    | 12     | 13     | 14      | 15     | 16  | 順位 | ポイント |
| ------ | ---------------------- | ----------- | --------------- | ------ | ------ | ------ | -------- | ------ | ------ | ------ | ------ | ----- | ------ | ----- | ------ | ------ | ------- | ------ | --- | ---- | -------- |
| 1987年 | アルシエロ・レーシング | マーチ・87C | コスワース・DFX | LBH 17 | PHX 12 | INDY 3 | MIL 14   | POR 4  | MEA 16 | CLE 24 | TOR 11 | MIS 6 | POC 14 | ROA 8 | MDO 24 | NAZ 13 | LAG DNS | MIA 28 |     | 12位 | 42       |
| 1989年 | アルシエロ・レーシング | ペンスキー  | コスワース      | PHX    | LBH    | INDY   | MIL      | DET 20 | POR 21 | CLE 26 | MEA 24 | TOR 8 | MIS    | POC   | MDO 20 | ROA 12 | NAZ     | LAG 21 |     | 24位 | 6        |
| 1992年 | アルシエロ・レーシング | ローラ      | ビュイック      | SRF 12 | PHX 20 | LBH 21 |          |        |        |        |        |       |        |       |        |        |         |        |     | 35位 | 1        |
| 1992年 | ユーロモータースポーツ | ローラ      | コスワース      |        |        |        | INDY DNQ | DET    | POR    | MIL    | NHA    | TOR   | MCH    | CLE   | ROA    | VAN    | MDO     | NAZ    | LAG | 35位 | 1        |

### 全日本F3000選手権
| 年     | チーム                             | 1       | 2     | 3      | 4     | 5       | 6      | 7     | 8       | 順位 | ポイント |
| ------ | ---------------------------------- | ------- | ----- | ------ | ----- | ------- | ------ | ----- | ------- | ---- | -------- |
| 1989年 | モーターレーシングデベロップメント | SUZ Ret | FSW 9 | MIN 11 | SUZ 6 | SUG Ret | FSW 19 | SUZ 7 | SUZ Ret | 17位 | 1        |

### F1
| 年     | 所属チーム | シャシー | タイヤ | 1       | 2       | 3       | 4       | 5       | 6       | 7       | 8       | 9        | 10       | 11       | 12       | 13       | 14       | 15  | 16  | WDC  | ポイント |
| ------ | ---------- | -------- | ------ | ------- | ------- | ------- | ------- | ------- | ------- | ------- | ------- | -------- | -------- | -------- | -------- | -------- | -------- | --- | --- | ---- | -------- |
| 1991年 | AGS        | JH25     | G      | USA     | BRA     | SMR DNQ | MON DNQ | CAN DNQ | MEX DNQ |         |         |          |          |          |          |          |          |     |     | NC   | 0        |
| 1991年 | AGS        | JH25B    | G      |         |         |         |         |         |         | FRA DNQ | GBR DNQ | GER DNPQ | HUN DNPQ | BEL DNPQ | ITA DNPQ |          |          |     |     | NC   | 0        |
| 1991年 | AGS        | JH27     | G      |         |         |         |         |         |         |         |         |          |          |          |          | POR DNPQ | ESP DNPQ | JPN | AUS | NC   | 0        |
| 1993年 | ミナルディ | M193     | G      | RSA Ret | BRA Ret | EUR 6   | SMR 6   | ESP Ret | MON 11  | CAN Ret | FRA Ret | GBR      | GER      | HUN      | BEL      | ITA      | POR      | JPN | AUS | 19位 | 2        |

(key)

## 人物
- ヘルメットデザインは真上から見ると花に見えるようになっており、1982年に友人がデザインしてくれた。しかしアメリカでレースを始めた頃は、このヘルメットを見て皆が「カメ」の画だと思ったため、バルバッツァのニックネームも「カメ」になった。元々花びらは6枚にしていたが、'93年にミナルディのシートを得た際に8枚に増やした。自分で非常に気に入っているデザインだと述べている[2]。
- 決勝レースでは、下位グリッドからスタートするのが多かったものの、スタートが上手くオープニングラップでは予選より上の順位で走行していた。
- リカルド・パトレーゼ、ミハエル・シューマッハなど、サッカーを得意とするレーサーは多いが、バルバッツァはその中でもゴールキーパーを得意としていた。GK志望者は少ないこともあり、F1関係者主催のサッカー大会では、ゴールマウスを守る姿がよく見られた。
- 津川哲夫は、AGS時代に酷評されていたバルバッツァに対し、一定の評価を与えていた。
- バルバッツァが開発していた衝撃吸収バリアは、父の会社によってF1に売り込まれ、2000年にはイモラ・サーキットのリヴァッツァ・コーナーに設置された。
- 現役当時はメキシコ料理が好きだったと言う。
- 身長171cm。ミナルディ時代には「チームメイトのクリスチャン・フィッティパルディとは正反対の顔」「かまやつひろしに似ている」などとも書かれていた。当時日本での中継の実況を担当していた古舘伊知郎に、「F1北京原人」、「素顔の獅子舞」等のあだ名で呼ばれていた。